# خيول إغريقية
رمزية الحصان (بالفرنسية: Symbolique du cheval) هي دراسة تمثيل الحصان في الأساطير والأديان والفولكلور والفن والأدب والتحليل النفسي كرمز للدلالة على مفهوم مجرد، هو ما وراء الواقع المادي. ترتبط العديد من الأدوار السحرية بالحصان في جميع الأزمان وفي جميع مناطق العالم حيث كان السكان يتواصلون معه، مما يجعل الحصان الحيوان الأكثر رمزية، مع الثعبان.

## البيجاسوس

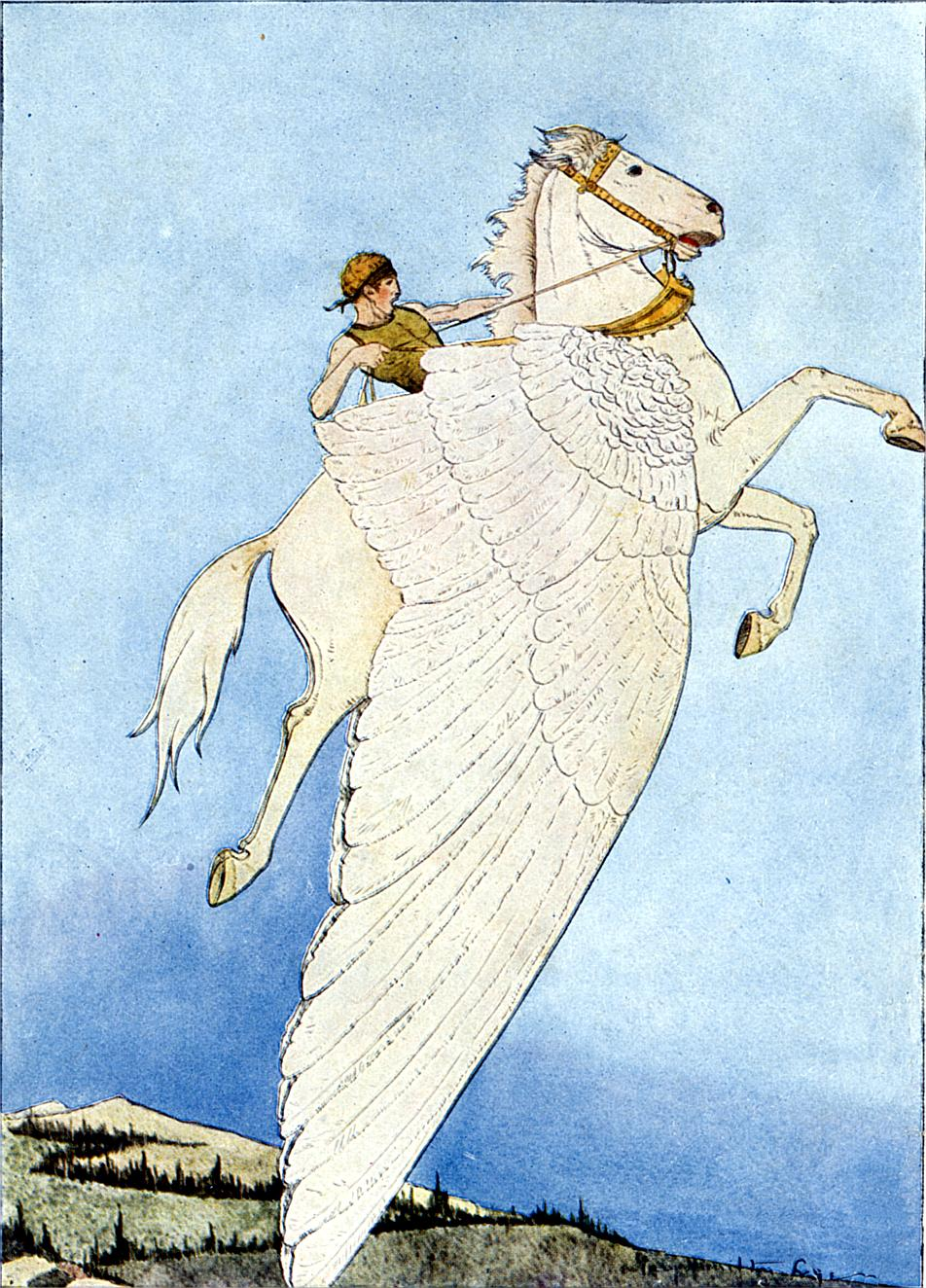
البيجاسوس - Pegasus

بيجاسوس هو الحصان المجنح الذي انبثق من دم ميدوزا عندما قطع رأسها برسيوس. ظهر لبلروفون في كورنثه، وعلمته أثينا كيف يروض المهر. وقد امتطى بالروفون الحصان المجنح واستطاع التغلب على الكيميرا، ولكن عندما حاول أن يمتطيه إلى جبل الأولمب، أرسل زيوس ذبابة خيل تثير المطية فيقع الممتطى. وأخذ بيجاسوس إلى الأولمب، ثم تحول فيما بعد إلى برج في النجوم.

## اليونيكورن

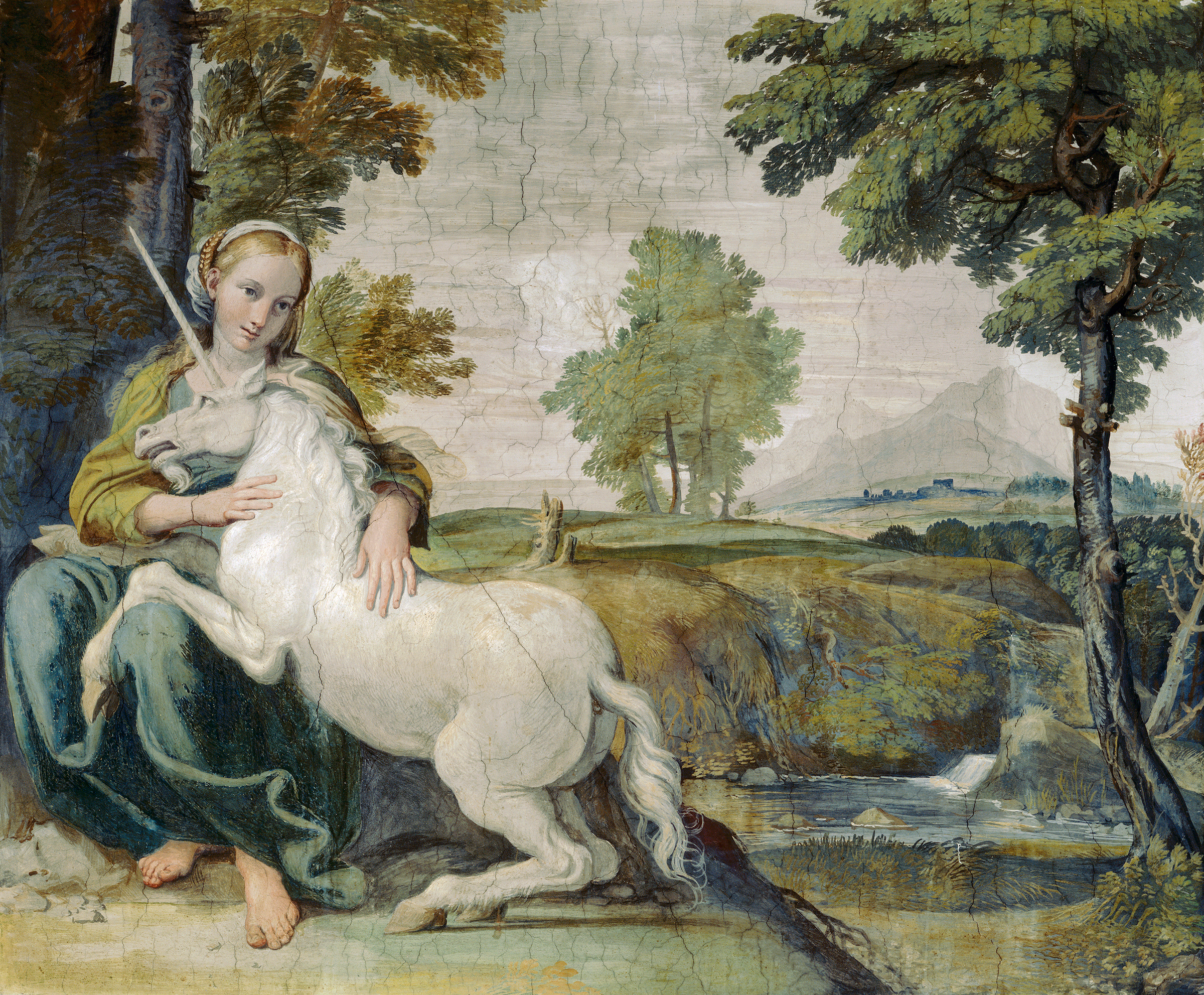
اليونيكورن يعتبر وحشي لكنه يستجيب بسهولة للأنثى العذراء

كان حصان اليونيكورن موضوعاً للتأمل والتعجب لفترة طويلة.فقد كتب عنه الكثير من الكتاب في فترات متفاوتة منهم: اريستوتل، جنكيز خان، القديس توماس والقديس جريجوري، فقد عكست كتابات هؤلاء وغيرهم كونهم اعتبروا اليونيكورن كائناً حقيقياً.
اليونيكورن كما يصفه القاموس هو كائن خرافي برأس وجسد حصان يمتلك أرجلا لأيِل وذيل أسد وقرناً وحيداً في وسط مقدمته.تأتي كلمة يونيكورن "Unicorn" من الكلمة اللاتينية "Uni" وتعني الواحد، و"Cornu" وتعني القرن، وبذلك بجمع اللفظتين تترجم إلى الكائن الفريد والوحيد من نوعه.
و بالرغم من مظهره الرائع وجماله فانه يقاتل بوحشية وعنف شديدين ومن المستحيل امساكه خصوصاً إذا حوصر لكنه يستجيب بسهولة للمسة أنثى عذراء.
إن اليونيكورن بشكل عام يرمز للقوة والجمال الفريدين من نوعهما بالإضافة إلى أنه شعار خاص بالنبلاء في القرون الوسطى.

## هيبو كامبوس

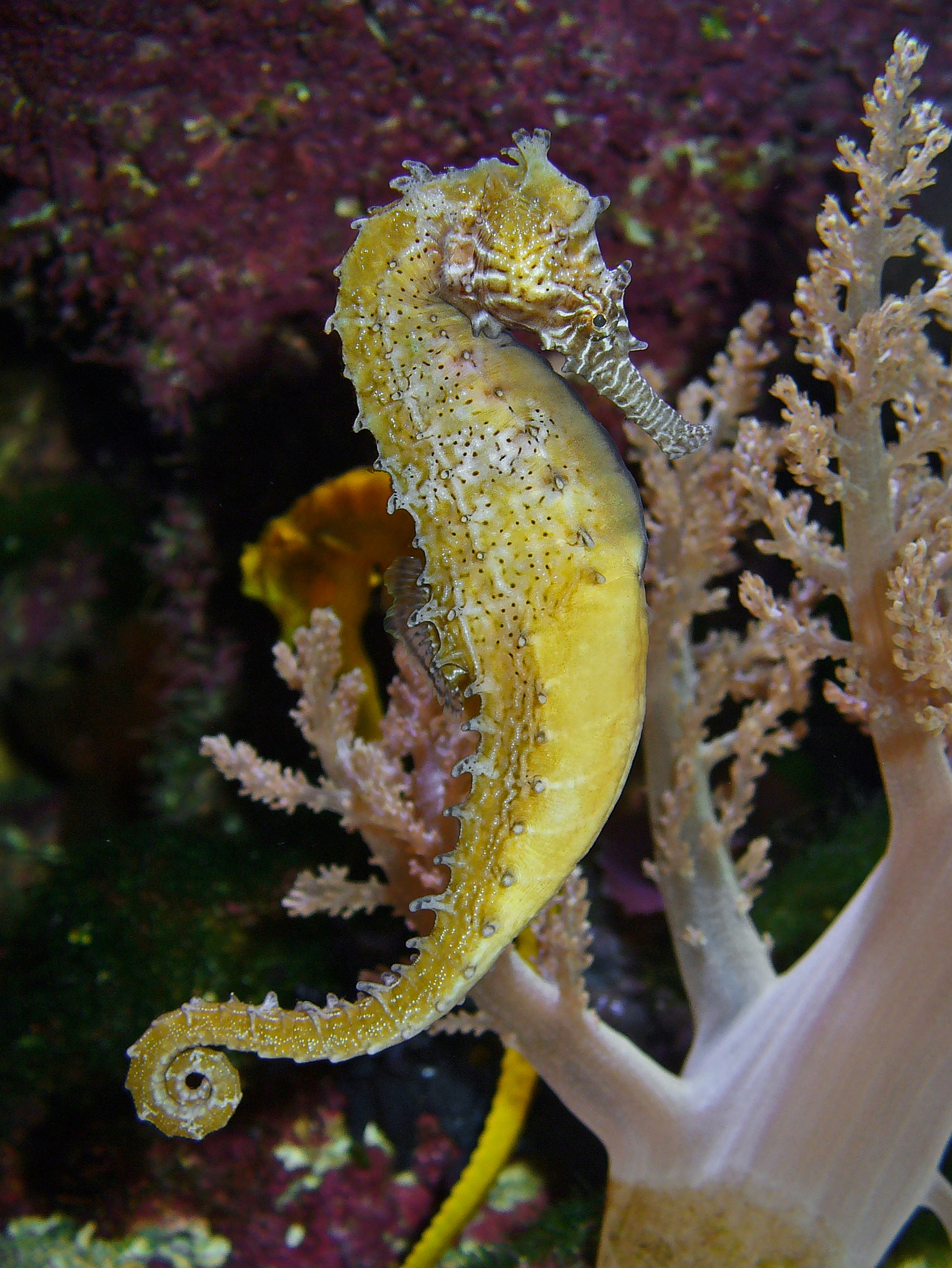
حصان البحر هيبوكمبوس - Hippocampus

نصفه العلوي لحصان والسفلي لسمكة بذيل الدولفين أو ثعبان البحر، وكانت هذه الخيول تجر عربة آلهة البحر «بوسايدن». وما زال اسم هيبوكمبوس يطلق على أحصنة البحر التي نعرفها اليوم والتي تشابه تلك المذكورة بالأسطورة.

## السنتور

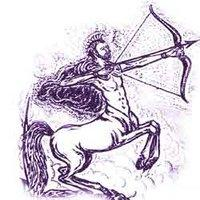
السنتور - Centaur

السنتور حسب ما تقول الأسطورة الاغريقية انه ولد من اكسيون ابن الهة الحرب آريس. تمتلك هذه المخلوقات النصف العلوي من إنسان والسفلي لحصان وفي قصص أخرى تمتلك قروناً أو أجنحة أو الاثنين معاً.عاشت هذه الكائنات في منطقة تدعى ثيساليا وكانت تأكل اللحم وكانت مشاغبة جداً.ترمز هذه الكائنات للظلام وقوى الطبيعة العاصفة وكانوا يُرسمون كأتباع مخمورين لآلهة الخمر ديونيسوس، ماعدا واحداً منهم يدعى كايرون وكان معلماً لكثير من أبطال الإغريق العظماء
كايرون هو من السنتور ولكنه ابن كرونوس أحد العمالقة الذين حكموا الأرض قبل آلهة الأوليب. على عكس بني جنسه كان كايرون كريماًَ، وديعاً، حكيماً وأكثر كائنات عصره معرفة. نتيجة لذلك فقد طلب منه ان يدرب أعظم ابطال الغريق وكان من بينهم: أخيليوس (أخيل)،أكليبوس، هرقل وغيرهم كثير جداً
عندما كان هرقل يصطحب زوجته باتجاه تيرانيس تقاطع طريقه مع نهر عنيف يبتلع كل ما يسقط فيه، نيسوس وهو سنتور جامح عرض على هرقل ان يساعده بأن ينقل زوجته إلى الضفة الأخرى. سبح هرق إلى الضفة عندها سمع صراخ زوجته التي حوال السنتور أن يختطفها عندها صوب هرقل سهمه المسموس بسم أفعوان الهيدرا وأصاب نيسيوس، إلا أن السنتور اراد الانتقام لنفسه فأعطى قميصه الذي تشرب بسم الهيدرا إلى زوجة هرقل مدعاً أن هذا القميص يعيد الحب إذا ذبل.
بعد سنوات من هذه الحادثة أكمل هرقل ملحمته وكان ما يزال بعيداً عن الوطن، سمعت زوجته انباءً أنه أحب واحدة أخرى وعندها ارسلت اليه القميص ولم تكن تعلم انه مسموم، وهرقل الذي لم يعلم انه ملوث ارتداه إلا أن ذلك بالطبع لم يؤثر على جسده المنيع.
كون كايرون ابن أحد العمالقة فقد كان مخلداً إلا أن هرقل اصابه خطأ بسهم مسموم حين كان يتقاتل مع سنتور آخر، في إحدى الروايات قيل ان كايرون لم يستطع تحمل ألمه الرهيب مع ابديته ولذلك وفقاً للتقاليد فقد اعطى أبديته إلى العملاق بروميثيوس وترك نفسه ليموت، في رواية أخرى قيل أنه اشتكى أو ادعى إلى زيوس الذي قام بتحويله إلى كوكبة الرامي والقوس أو ما نعرفه اليوم باسم برج القوس.